# Charles Coulomb
Charles Augustin de Coulomb (n. 14 iunie 1736, Angoulême, Poitou-Charentes, Franța – d. 23 august 1806, Paris, Primul Imperiu Francez) a fost un fizician francez, cunoscut pentru descoperirea legii lui Coulomb: definiția forței electrostatice de atracție sau respingere. Unitatea din Sistemul Internațional pentru sarcină, Coulombul, a fost numită în cinstea lui.

## Biografie
Charles-Augustin de Coulomb a fost născut in Angoulême, în județul Angoumois, Franța, de Catherine Bajet și Henry Coulomb un inspector de domeniu regal originar din Montpellier. El a fost botezat la parohia biserici Sf. André. 
Familia s-a mutat la Paris devreme in copilaria lui, și a studiat la Collège Mazarin.Studiile lui includeau filozofie și literatură. El a primit o bună educație la matematică, astronomie, chimie și botanică. Când tatăl lui a suferit un eșec financiar, a fost forțat să părăsească Parisul, și s-a dus la Montpellier. Coulomb a trimis prima lui publicație la Societatea de Fizică în Montpellier în acel timp. El s-a reîntors la Paris și Franceze și inginer locotenent. Peste 20 de ani, el a fost postat pentru o varietate de locații unde era implicat în inginerie: structurală, fortificații, și alte domenii de inginerie. Prima lui postare a fost la Brest în Februarie 1764 el a fost trimis la Martinique, in Indiile Occidentale, unde era responsabil de construirea Fortul Bourbon⁠(d) și a fost ocupat cu sarcina lui până în 1772 iunie. Sănătatea lui l-a afectat în acei trei ani în care i-a petrecut la Martinique care l-a afectat pentru tot restul vieți.
Când s-a reîntors în Franța, Coulomb a fost trimis la Bouchain. Cu toate acestea, el a început să scrie lucruri importante despre mecanismele aplicate și el a prezentat acest lucru la Académie des Sciences în Paris în 1773. În 1779, Coulomb a fost trimis la Rochefort sa colaboreze cu Marquis de Montalembert⁠(d) în construirea fortului numai făcut din lemn lângă Île-d'Aix. În perioada lui Rochefort, Coulomb și-a făcut cercetarea lui în mecanisme, în particular folosind șantierul naval în Rochefort ca laboratoare pentru experimentele lui.
Acum cu grad de Căpitan a fost trimis la La Rochelle,  Insula Aix și Cherbourg. A descoperit prima relație inversă cu forțele electrice și pătratul distanței și aceeași relație intre poli magnetici. Mai târziu au fost numiți legea lui Coulomb.
În 1781, a fost staționat în Paris. În 1787 cu Tenon⁠(d) a vizitat Spitalul Regal Naval, Stonehouse⁠(d) și au fost impresionați de designul de un "pavilion" revoluționar și a fost recomandat la guvernul Francez. Când era Revoluția în 1789, el și-a amânat programarea cum era intended des eaux et fontaines și s-a pensionat în proprietatea domeniului în care îi aparține în Blois. 
A fost rechemat în Paris pentru un timp pentru determinarea greutăților și măsurilor, care a fost decretată de Guvernul Revoluționar. El a devenit intre primi membri al Instituției Naționale Franceze și a fost numit ca inspector de instrucțiune publică în 1802. Sănătatea lui era deja foarte rea și patru ani mai târziu a decedat.
Numele lui a fost scris pe  Cele 72 nume scrise pe Turnul Eiffel.

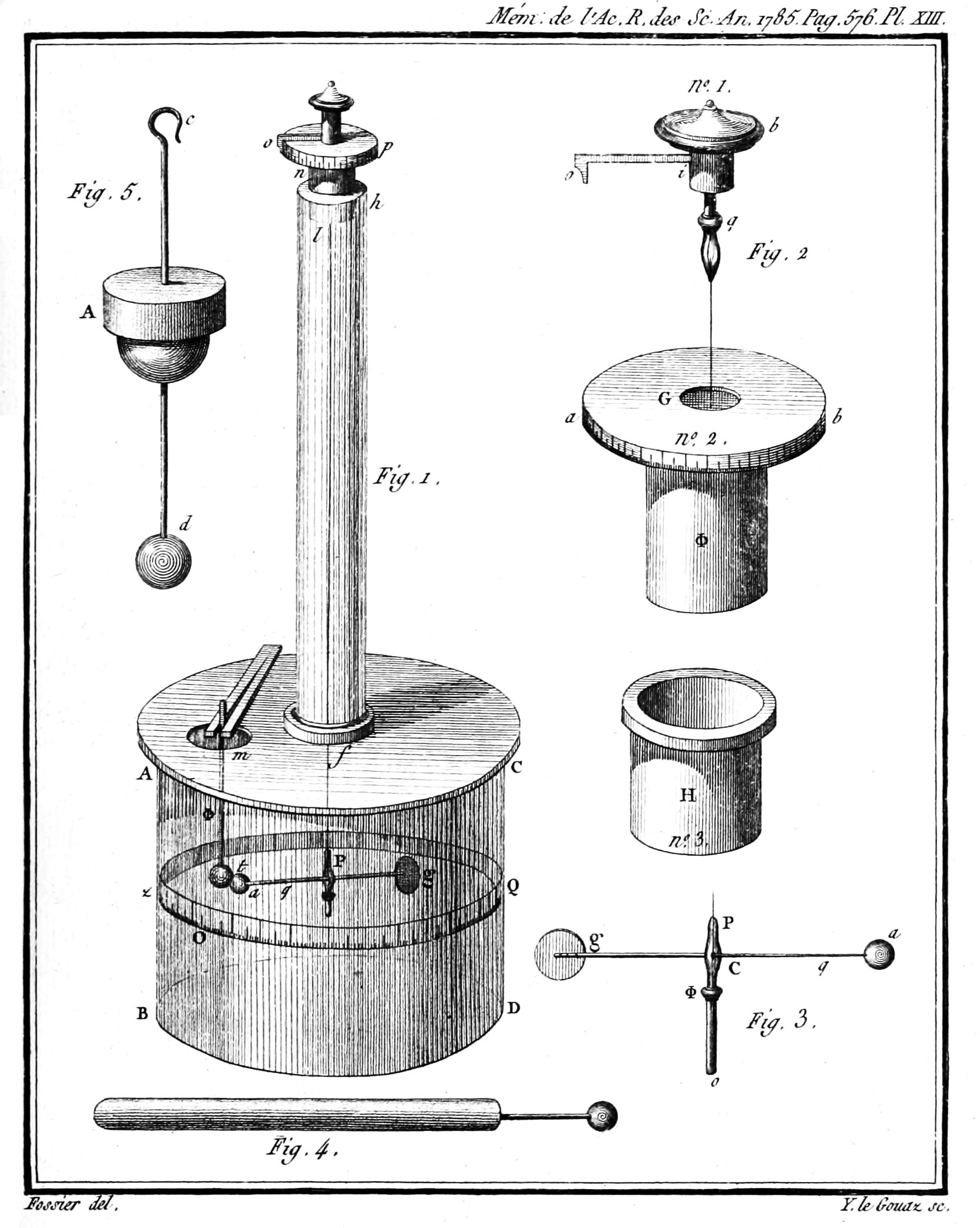
Balanța de torsiune a lui Coulomb.

## Contribuții
- studiul frecării și stabilirea legilor frecării;
- studii asupra forțelor de torsiune și elasticității;
- studii privind reorganizarea trupelor de geniști;
- studiul forțelor electrostatice și elaborarea a ceea ce ulterior se va numi Legea lui Coulomb.